# June’s Journey
June’s Journey (englisch; auf Deutsch etwa Junes Weg oder Junes Reise) ist ein Computerspiel des deutschen Spieleentwicklers und -publishers Wooga. Das Wimmelspiel wurde 2017 auf Facebook sowie für mobile Endgeräte mit den Betriebssystemen Android und iOS veröffentlicht.

## Handlung
June’s Journey spielt in den ausgehenden 1920er-Jahren. Die ehemalige Krankenschwester June Parker kehrt auf Grund schrecklicher Nachrichten aus London zum Familiensitz auf der fiktiven Orchideeninsel bei New York zurück: Ihre Schwester Clare und deren Gatte Harry van Buren sind tot, offensichtlich in Folge eines erweiterten Suizids. Alles deutet darauf hin, dass Harry erst seine Frau und dann sich selbst erschoss. June entdeckt jedoch einige Ungereimtheiten und beginnt private Ermittlungen, die sie in einen wendungsreichen Strudel von Ereignissen hereinziehen.

## Spielprinzip und Technik
Das Kernelement von June’s Journey ist das eines Wimmelbildspiels: In handgezeichnete Bilder (sogenannte Wimmelbilder) sind zahlreiche Objekte integriert. Der Spieler muss eine Liste von Objekten abarbeiten, diese im jeweiligen Bild finden und antippen bzw. anklicken. Ist die Liste abgearbeitet, gilt das Bild als „geschafft“. Nach einer bestimmten Anzahl Bilder erhält der Spieler eine Belohnungskiste mit spielrelevanten Inhalten. In June’s Journey sind die einzelnen Bilder in die Rahmenhandlung eingebunden, so stellen zum Beispiel die ersten Wimmelbilder Räumlichkeiten des Anwesens auf der Orchideeninsel dar, während spätere Bilder Schauplätze in New York oder Havanna zeigen. Das Spiel ist unterteilt in Kapitel und diese wiederum in sequenziell zugängliche Räume.
June’s Journey enthält darüber hinaus Elemente eines Aufbauspiels: Der Garten rund um das Anwesen auf der Orchideeninsel sowie das Anwesen selbst können ausgebaut und mit Dekorationen versehen werden, die für den Spielfortschritt notwendig sind. Schließlich enthält June’s Journey Elemente eines Adventures: In bestimmten Situationen müssen Rätsel gelöst werden, entweder in Form von Puzzlespielen oder durch das Kombinieren von Gegenständen in einem Bild.
Wooga verfolgt mit June’s Journey ein Free-to-play-Modell. Das Spiel ist kostenlos und stellt dem Spieler fast alle Spielfunktionen gratis zur Verfügung. Der Hersteller verdient an kostenpflichtigen Zusatzangeboten, die dem Spieler Vorteile gegenüber anderen Spielern verschaffen, sowie an im Spiel eingeblendeter Werbung. 2018 trug die Werbung dabei ein Drittel zum Umsatz bei, den Wooga mit June’s Journey erwirtschaftete. Das Spiel verfügt über verschiedene interne Währungen, die für unterschiedliche Funktionen benötigt werden:
- Energie, durch einen maximal 110 Punkte umfassenden Balken dargestellt, wird für die Wimmelbilder benötigt – das Starten eines Wimmelbildes kostet 15 Energiepunkte, und der Energiebalken füllt sich alle zwei Minuten wieder um einen Punkt auf, so dass ein intensiv spielender Spieler nach einigen Bildern eine Pause einlegen muss, um wieder genug Energie für ein Bild zu haben. Energie kann im Spiel durch Diamanten aufgefüllt oder in Belohnungskisten gefunden werden.
- Münzen werden benötigt, um Erweiterungen für das Familienanwesen zu erwerben. Sie werden durch das Lösen von Wimmelbildern oder durch bestimmte Erweiterungen des Anwesens erworben oder finden sich in über das Spiel verteilten Belohnungskisten. Münzen können im Spiel für reales Geld gekauft werden.
- Diamanten werden für das Aufstocken der Energie des Spielers sowie für einige spezielle Erweiterungen und Funktionen benötigt. Sie lassen sich durch Interaktion mit anderen Spielern erwerben oder finden sich in Belohnungskisten. Diamanten können im Spiel für reales Geld gekauft werden.
- Blüten werden benötigt, um im Level aufzusteigen und dadurch weitere Spielinhalte freizuschalten. Blüten werden durch den Kauf von Erweiterungen des Anwesens erworben und können somit nur indirekt (über den Kauf der für die Erweiterungen benötigten Spielwährungen) mit realem Geld erworben werden.

Wooga wählte für June’s Journey ein Games-as-a-Service-Geschäftsmodell. Seit der Erstveröffentlichung wird das Spiel kontinuierlich um Inhalte erweitert. Dadurch entstehen dem Hersteller zwar Kosten, diese sollen sich aber durch eine Langzeitmotivation der Spieler amortisieren – je mehr Zeit ein Spieler mit dem Spiel verbringt, desto mehr Zusatzangebote kauft er im Durchschnitt.

## Produktionsnotizen
Das Team, das June’s Journey entwickelte, umfasste insgesamt ca. 60 Personen. Die Hauptautorin Rebecca Harwick ist die Leiterin des Autorenteams bei Wooga und war zuvor als freie Autorin unter anderem für die Spiele Star Wars: The Old Republic und The Elder Scrolls Online tätig.
June’s Journey wurde am 5. Oktober 2017 zeitgleich auf Facebook und für Android und iOS veröffentlicht. Zielgruppe des Spiels sind primär Frauen, die 2018 70 % der Spieler ausmachten und einen Altersdurchschnitt von 40 Jahren hatten. Der Soundtrack des Spiels wurde zusätzlich separat veröffentlicht.
Für das Entwicklerstudio Wooga war June’s Journey nach mehreren finanziell schwierigen Jahren, die eine deutliche Reduzierung der Belegschaft notwendig machten, ein finanzieller Befreiungsschlag. Auf Grund des wirtschaftlichen Erfolges des Spiels stellte Wooga – einer der zehn größten Spieleentwickler in Deutschland – sein Geschäftsmodell um, weg von storylosen Puzzlespielen und hin zu storybasierten Casual Games im Episodenformat. Während Wooga zuvor primär abgeschlossene Spiele veröffentlichte, wurde June’s Journey von einem dafür vorgesehenen, kleineren Team im Wochenrhythmus um Inhalte ergänzt, um so eine langfristige Bindung des Spielers an das Spiel zu erreichen. Zur weiteren Erhöhung der Spielerbindung fuhr Wooga einige im Casual-Games-Spielesegment eher ungewöhnliche Marketingmaßnahmen. Unter anderem wurden Ende 2019 fünf Spieler aus fünf Ländern zum Firmensitz nach Berlin eingeladen, um das Produktionsteam zu treffen und sich auszutauschen.

## Rezeption
Im Juni 2020 verzeichnete June’s Journey auf Google Play über 10.000.000 Downloads.
Das deutschsprachige Onlinemagazin Android User lobte die Rätsel, die Grafik und die einfache Bedienung und urteilte, dass June’s Journey den Spieler lange fesseln werde. ChillDroid hob das „frische und unverbrauchte“ Setting in den 1920er-Jahren hervor, das durch den Grafikstil unterstützt werde. Die Grafik sei „plastisch, gut ausgearbeitet, prägnant und fehlerfrei“. Kritisiert wurden kleine Fehler im Gameplay-Design, die zu unverständlichen Wartezeiten im Spiel führten. IPlayApps.de sah „ein toll inszeniertes Wimmelbild-Detektivspiel“, dessen Spieler sich aber nicht an den üblichen Einschränkungen stören dürften, die Free-to-play-Titel mit sich brächten. PocketGamer stellte heraus, dass die Spielfigur June Parker den klassischen Mustern von Wimmelbildspielen folge: Sie behalte bei ihren Ermittlungen einen klaren Kopf und gehe mit Logik an ihre Ermittlungen heran, was die männlichen Charaktere im Spiel nicht täten. Damit bediene der Hersteller seine weibliche Zielgruppe. Die Computer Bild listete June’s Journey in ihrer Liste der „15 Top-Games für unterwegs“.
Bei den Hollywood Music in Media Awards wurde June’s Journey 2018 für seine Musik in der Kategorie „Original Score – Mobile Video Game“ nominiert, ging aber leer aus.
2024 spielten 100 im Stil der 1920er-Jahre gekleidete Nutzer des Spiels in der Bottroper Eloria Erlebnisfabrik das Spiel gemeinsam.